# Lithocarpus paihengii
Lithocarpus paihengii là một loài thực vật có hoa trong họ Cử. Loài này được Chun & Tsiang mô tả khoa học đầu tiên năm 1947.